# Tout I’univers
Tout I’univers – drugi singel szwajcarskiego piosenkarza Gjon’s Tears z jego debiutanckiego albumu studyjnego, zatytułowanego The Game. Singel został wydany 10 marca 2021.
W 2021 utwór reprezentował Szwajcarię w 65. Konkursie Piosenki Eurowizji organizowanym w Rotterdamie. 22 maja 2021 kompozycja została zaprezentowana przez piosenkarza w finale imprezy, w którym zajął ostatecznie trzecie miejsce z 432 punktami na koncie.
Piosenka była notowana na 1. miejscu na liście najlepiej sprzedających się singli w Szwajcarii.

## Geneza utworu i historia wydania
Utwór napisali i skomponowali Gjon Muharremaj, Nina Sampermans, Xavier Michel i Wouter Hardy, który również odpowiada za produkcję piosenki.
Singel ukazał się w formacie digital download 10 marca 2021 za pośrednictwem wytwórni płytowej Jo & Co w dystrybucji Sony Music. Piosenka została umieszczona na debiutanckim albumie studyjnym Gjon’s Tears – The Game.
Utwór znalazł się na składance Eurovision Song Contest: Rotterdam 2021 (wydana 23 kwietnia 2021).

## Konkurs Piosenki Eurowizji
Podobnie jak w przypadku odwołanego Konkursu Piosenki Eurowizji 2020, piosenkarz 20 marca 2020 został ponownie wybrany wewnętrznie przez szwajcarskiego publicznego nadawcę radiowo-telewizyjnego SRG SSR do reprezentantowania Szwajcarii w 65. Konkursie Piosenki Eurowizji w Rotterdamie.
17 listopada 2020 Europejska Unia Nadawców ogłosiła, że półfinały będą miały ten sam skład krajów, jaki miały mieć w 2020. Szwajcaria miała przedstawić eurowizyjny utwór w drugiej połowie drugiego półfinału konkursu, który miał odbyć się 20 maja 2021.
20 maja 2021 piosenka została zaprezentowała przez piosenkarza w drugim półfinale konkursu i z pierwszego miejsca została zakwalifikowana do finału rozgrywanego 22 maja. Zajął w nim trzecie miejsce po zdobyciu 432 punktów w tym 165 punktów od telewidzów (6. miejsce) i 267 pkt od jurorów (1. miejsce).
Kompozycja została wyróżniona w rozdaniu Nagród im. Marcela Bezençona w kategorii „Nagroda Kompozytorów”.

## Teledysk
Do utworu powstał teledysk, który udostępniono w dniu premiery singla za pośrednictwem serwisu YouTube.

## Wykorzystanie utworu
Moris Kwitiełaszwili gruzińsko-rosyjski łyżwiarz figurowy reprezentujący Gruzję, użył piosenkę w programie na sezon 2021/2022, który został zaprezentowany również podczas Zimowych Igrzysk Olimpijskich 2022.

## Lista utworów
- Digital download[2]

1. „Tout I’univers” – 3:03

- Digital download – Tiery F Remix[12]

1. „Tout I’univers” (Tiery F Remix) – 3:11

## Notowania

### Notowania tygodniowe
| Lista (2021)                           | Najwyższa pozycja |
| -------------------------------------- | ----------------- |
| Austria (Ö3 Austria Top 40)            | 68                |
| Belgia (Ultratop 50 Singles, Flandria) | 50                |
| Finlandia (Top 20 Singles)             | 5                 |
| Global Excl. US (Billboard)            | 119               |
| Holandia (Single Top 100)              | 16                |
| Irlandia (Top 100 Singles)             | 52                |
| Niemcy (Top 100 Singles)               | 86                |
| Norwegia (Top 40 Singles)              | 36                |
| Portugalia (Top 100 Singles)           | 118               |
| Szwajcaria (Singles Top 100)           | 1                 |
| Szwecja (Top 100 Singles)              | 21                |
| Wielka Brytania (Singles Top 200)      | 93                |

## Wyróżnienia
| Rok  | Konkurs                       | Kategoria            | Rezultat |
| ---- | ----------------------------- | -------------------- | -------- |
| 2021 | Nagrody im. Marcela Bezençona | Nagroda Kompozytorów | Wygrana  |

## Historia wydania
| Region | Data          | Format                      | Wersja        | Wytwórnia           | Źródło |
| ------ | ------------- | --------------------------- | ------------- | ------------------- | ------ |
| Świat  | 10 marca 2021 | Digital download, streaming | Original      | Jo & Co, Sony Music | [ 2 ]  |
| Świat  | 28 lipca 2021 | Digital download, streaming | Tiery F Remix | Jo & Co, Sony Music | [ 12 ] |